# ハミルトン・フィッシュ
ハミルトン・フィッシュ（英語: Hamilton Fish、1808年8月3日 – 1893年9月7日）は、アメリカ合衆国の政治家。ニューヨーク州知事（第16代）、アメリカ合衆国上院議員およびアメリカ合衆国国務長官（第26代）を歴任した。思慮深さに加えて、改革と外交的な節度に対する努力で知られ、グラント政権では政権の「柱」として高く評価され、学者らの間では最も優れた国務長官の一人であると考えられている。論争の的となっていたアラバマ号事件に関して、自身の国際仲裁の概念を発展させて、イギリスと決着をつけた。アメリカがキューバの独立を巡るスペインとの戦争に巻き込まれないよう、爆発寸前のバージニアス号事件に冷静に対処した。1875年には、ハワイの砂糖の生産のため、交渉の末にアメリカとハワイとの間で結ばれた通商互恵条約により、究極的にハワイをアメリカの州の地位に導くことになるプロセスを主導した。また、南アメリカ諸国とスペインとの間の講和条約締結に向けて、ワシントンD.C.での講和会議の開催準備に尽力した。リベリアのグレボ族の戦争の解決のためには、アメリカ初のアフリカ系アメリカ人領事ジェームズ・ミルトン・ターナーと協働した。グラント大統領はフィッシュを最も信用して政治的助言を求めたという。

## 生涯
裕福で著名なニューヨークの一家に生まれ、コロンビア大学コロンビア・カレッジに通った。卒業と同時に司法試験に合格し、ニューヨークのコミッショナー・オブ・ディーズとして働いた。1834年にニューヨーク州議会議員選挙にホイッグ党候補者として出馬したが、落選した。結婚後、1843年にニューヨークの政界に復帰し、アメリカ合衆国下院議員に選出された。1846年、ニューヨーク州副知事選挙に立候補したが、民主党反レント派の候補に敗れた。1847年に副知事のポストが空くと、フィッシュは選挙に立候補して副知事に選出された。翌1848年には、州知事選挙に出馬して当選し、ニューヨーク州知事を1期務めた。1851年、ニューヨーク州選挙区から立候補してアメリカ合衆国上院議員に選出され、上院議員を1期務めた。上院では外交委員会の委員を務め、有益な経験を得た。1850年代にホイッグ党が解党すると、共和党に所属を移した。奴隷問題に関しては穏健な立場を取り、カンザス・ネブラスカ法に賛成せず、奴隷制の拡大を認めなかった。
ヨーロッパへの旅の後、アメリカに帰国したフィッシュは、1860年に共和党の大統領候補であるエイブラハム・リンカーンを支持した。南北戦争中、フィッシュはユニオン（北軍）の戦費のための資金を集め、リンカーンの大統領委員会の委員を務めて、北軍と連合国軍（南軍）の部隊の捕虜交換のための準備を成功させた。南北戦争後、フィッシュは弁護士業に復帰し、政界を引退したものと思われた。しかし、1868年にユリシーズ・グラントが大統領に選出されると、翌年グラント大統領はフィッシュを国務長官に任命した。国務長官を引き受けたフィッシュは精力的に国務省に勤めた。国務長官在任中は、職制を改め、公務員改革を実行した。8年間の国務長官在職期間中、フィッシュはキューバの好戦的な態度やアラバマ号事件の解決、カナダとの国境紛争、およびバージニアス号事件に対処していかなければならなかった。フィッシュはまた、諸国間の紛争は軍事的紛争よりも外交的交渉によって解決されるべきであるとする、国際仲裁という新たな概念を実行に移した。フィッシュは、グラント大統領のドミニカ共和国を併合する努力が失敗に終わったことを巡る、チャールズ・サムナー上院議員とグラント大統領との間の政争に巻き込まれた。フィッシュは1871年に海軍の遠征隊を組織して、朝鮮と開かれた貿易を行うことを試みたが、失敗した。1877年に職を辞し、政界からも引退したフィッシュは、私生活に戻った後も様々な歴史学会での仕事を続けた。1893年、フィッシュはニューヨーク州にある豪華な自宅で老衰のため死去した。フィッシュの男系子孫は後に、3世代にわたって合衆国下院議員を務めることになる。